# Bobby Clark (attore 1888)
Bobby Clark, pseudonimo di Robert Edwin Clark (Springfield, 16 giugno 1888 – New York, 12 febbraio 1960), è stato un attore statunitense.

## Biografia
Bobby Clark incominciò la sua carriera esibendosi in piccole parti e lavorando anche come clown nel circo dal 1906 al 1912.
Assieme all'attore e suo compagno di scuola al liceo, Paul McCullough, morto suicida nel 1936, ottenne successo negli anni intercorrenti fra le due guerre mondiali, affermandosi per l'originalità e la comunicativa delle sue capacità comiche.
Tra i titoli delle riviste che gli diedero popolarità si possono menzionare: Sorrisi del 1922 (Chuckles of 1922, 1922); Music Box Revue (1922); I vagabondi (The Ramblers, 1926); Ziegfeld Follies of 1936 (assieme a Joséphine Baker); Le strade di Parigi (The Street of Paris, con Carmen Miranda, 1939).
Clark si distinse anche nella recitazione di classici, tra i quali si ricordano: Amore per amore (Love for love) di William Congreve e I rivali (The Rivals) di R. B. Sheridan, assieme a Mary Boland.

## Opere
- Sorrisi del 1922 (Chuckles of 1922, 1922);
- Music Box Revue (1922);
- I vagabondi (The Ramblers, 1926);
- Ziegfeld Follies of 1936 (assieme a Joséphine Baker);
- Le strade di Parigi (The Street of Paris, con Carmen Miranda, 1939);
- Amore per amore (Love for love) di William Congreve;
- I rivali (The Rivals) di R. B. Sheridan (assieme a Mary Boland).